# Monts Kibara
Les monts Kibara sont une chaîne de montagnes de la République démocratique du Congo située entre les rivières Lufira et Luvwa.